# Nakučani (miasto Šabac)
Nakučani (cyr. Накучани) – wieś w Serbii, w okręgu maczwańskim, w mieście Šabac. W 2011 roku liczyła 548 mieszkańców.